# Diocesi di Capitoliade
La diocesi di Capitoliade (in latino Dioecesis Capitoliensis) è una sede soppressa del patriarcato di Gerusalemme e una sede titolare della Chiesa cattolica.

## Storia
Capitoliade (Capitolias in latino), identificata con il villaggio di Bet-er-Ras (Beit Ras) nel governatorato di Irbid nel nord-ovest dell'odierna Giordania, è un'antica sede vescovile della provincia romana della Palestina Seconda nella diocesi civile d'Oriente. Faceva parte del patriarcato di Gerusalemme ed era suffraganea dell'arcidiocesi di Scitopoli.
Diversi sono i vescovi conosciuti di questa antica diocesi. Antioco prese parte al concilio di Nicea del 325. Aniano è documentato storicamente in due occasioni: fu presente al secondo concilio di Efeso nel 449 e al concilio di Calcedonia nel 451. Basso prese parte al concilio di Gerusalemme del 518 e sottoscrisse la lettera sinodale del patriarca Giovanni di Gerusalemme contro Severo di Antiochia. Teodosio I firmò gli atti del sinodo del 536 convocato dal patriarca Pietro contro Antimo di Costantinopoli e che vide riuniti assieme i vescovi delle Tre Palestine. Un altro vescovo Teodosio è documentato tra la fine del VI e gli inizi del VII secolo nel Prato spirituale di Giovanni Mosco. Infine un vescovo di nome Pietro avrebbe subito il martirio nel 715 durante il primo periodo dell'occupazione araba; tuttavia alcune fonti lo ritengono semplice prete, e non vescovo.
Dal XIX secolo Capitoliade è annoverata tra le sedi vescovili titolari della Chiesa cattolica; la sede è vacante dal 23 aprile 1992.

## Cronotassi

### Vescovi greci
- Antioco † (menzionato nel 325)
- Aniano † (prima del 449[2] - dopo il 451)
- Basso † (menzionato nel 518)
- Teodosio I † (menzionato nel 536)
- Teodosio II † (menzionato nel 600)
- Pietro † (? - circa 715 deceduto)[3]

### Vescovi titolari
- Giovanni Tedeschi, O.E.S.A † (1338 - 23 ottobre 1349 nominato vescovo di Ancona)
- Giovanni, O.Cist † (28 luglio 1350 - ?)
- Arnaldo † (? deceduto)
- Riccardo Multon, O.F.M. † (2 marzo 1403 - ?)
- Pasquale Appodia † (13 febbraio 1891 - 7 novembre 1901 deceduto)
- Giovanni Festa † (9 giugno 1902 - 2 febbraio 1918 nominato arcivescovo titolare di Tarona)
- Giovanni Pacifico Bos, O.F.M.Cap. † (18 marzo 1918 - 21 marzo 1937 deceduto)
- Henry Ambrose Pinger, O.F.M. † (18 maggio 1937 - 11 aprile 1946 nominato vescovo di Zhoucun)
- Adolph Alexander Noser, S.V.D. † (12 giugno 1947 - 18 aprile 1950 nominato vescovo di Accra)
- Marko Alaupović † (21 maggio 1950 - 7 settembre 1960 nominato arcivescovo di Sarajevo)
- José Léon Rojas Chaparro † (24 agosto 1961 - 13 dicembre 1961 succeduto vescovo di Trujillo)
- José Thurler † (22 marzo 1962 - 23 aprile 1992 deceduto)